# Tatjana Totmjanina

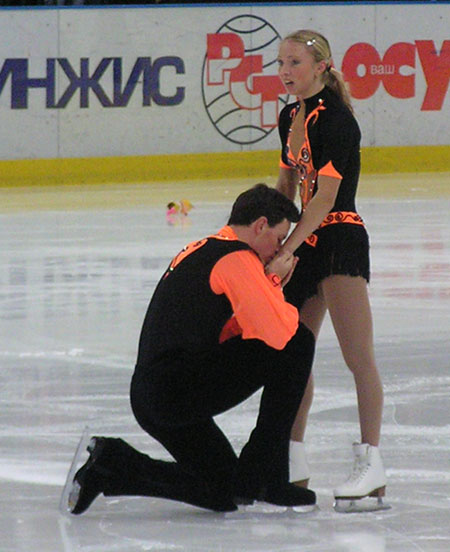
Tatjana Totmjanina

Tatjana Ivanovna Totmjanina (Russisch: Татьяна Ивановна Тотьмянина) (Perm, 2 november 1981) is een Russische kunstschaatsster.
Totmjanina is actief in het paarrijden. Samen met haar vaste sportpartner Maksim Marinin wordt ze gecoacht door Oleg Vasiliev. Totmjanina en Marinin schaatsen samen sinds 1996 en waren daarvoor individuele kunstschaatsers. Marinin zette deze stap nadat hij in een onderling duel werd verslagen door de vijf jaar jongere Jevgeni Ploesjenko. Totmjanina woont samen met Aleksej Jagoedin, met wie ze twee dochters heeft.
| records             | punten | datum      | toernooi               |
| ------------------- | ------ | ---------- | ---------------------- |
| Hoogste totaalscore | 204.48 | 13-02-2006 | Olympische Spelen 2006 |
| Hoogste korte kür   | 70.12  | 14-03-2005 | WK 2005                |
| Hoogste lange kür   | 135.84 | 13-02-2006 | Olympische Spelen 2006 |

## Belangrijke resultaten
| Kampioenschap          | 1999 | 2000 | 2001   | 2002   | 2003   | 2004 | 2005 | 2006 |
| ---------------------- | ---- | ---- | ------ | ------ | ------ | ---- | ---- | ---- |
| Olympische Spelen      |      |      |        | 4e     |        |      |      | Goud |
| Wereldkampioenschap    | 7e   | 6e   | 5e     | Zilver | Zilver | Goud | Goud |      |
| Europees Kampioenschap | 5e   | 5e   | Zilver | Goud   | Goud   | Goud | Goud | Goud |

1908: Anna Hübler / Heinrich Burger ·
1920: Ludovika Jakobsson / Walter Jakobsson ·
1924: Helene Engelmann / Alfred Berger ·
1928: Andrée Joly / Pierre Brunet ·
1932: Andrée Brunet / Pierre Brunet ·
1936: Maxi Herber / Ernst Baier ·
1948: Micheline Lannoy / Pierre Baugniet ·
1952: Ria Baran / Paul Falk ·
1956: Sissy Schwarz / Kurt Oppelt ·
1960: Barbara Wagner / Robert Paul ·
1964: Ljoedmila Belooesova / Oleg Protopopov ·
1968: Ljoedmila Belooesova / Oleg Protopopov ·
1972: Irina Rodnina / Aleksej Oelanov ·
1976: Irina Rodnina / Aleksandr Zajtsev ·
1980: Irina Rodnina / Aleksandr Zajtsev ·
1984: Jelena Valova / Oleg Vasiljev ·
1988: Jekaterina Gordejeva / Sergej Grinkov ·
1992: Natalja Misjkoetjonok / Artoer Dmitrijev ·
1994: Jekaterina Gordejeva / Sergej Grinkov ·
1998: Oksana Kazakova / Artoer Dmitrijev ·
2002: Jelena Berezjnaja / Anton Sicharoelidze en Jamie Salé / David Pelletier ·
2006: Tatjana Totmjanina / Maksim Marinin ·
2010: Shen Xue / Zhao Hongbo ·
2014: Tatjana Volosozjar / Maksim Trankov ·
2018: Aliona Savchenko / Bruno Massot ·
2022: Sui Wenjing / Han Cong